# Fade to Black
Fade to Black je počítačová hra, trojrozměrná akční adventura, od francouzského vývojového týmu Delphine Software International a přímé pokračováním úspěšné herní legendy Flashbacku. Je jednou z prvních her hraných z pohledu třetí osoby. Projekt vedl stejný člověk jako Flashback, Paul Cuisset. Hra se ovšem od svého předchůdce značně lišila, zatím co Flashback byl striktně dvojrozměrný, Fade to Black je plně trojrozměrný. Zkušenosti s trojrozměrnými hrami byly v oblasti akčních adventur malé a tak Fade to Black trpěl mnoha neduhy.

## Příběh
Hra začíná prakticky tam, kde končí Flashback. Conrad B. Hart driftuje vesmírem v kryogenním spánku na svém zoufalém útěku, když je jednoho dne zachycen a probuzen. K jeho velkému zármutku ale u jeho lůžka nestojí lidé, ale Morphové, nepřátelská mimozemská rasa, která stála za úpadkem lidstva ve 22. století.
Conrad je přepraven na Měsíc, na kterém stále funguje vězení. Ovšem pozice Morphů pořád ještě není neotřesitelná a Conradův pobyt tam nemá dlouhého trvání…
Země je tou plně pod nadvládou Morphů. Lidstvo na Zemi je totálně podrobeno. Naštěstí stále existuje odporové hnutí, základnu má na obrovské vesmírné stanici a tak teď, když se na scéně objeví zkušený morphobijec Conrad, naděje pro lidstvo ještě není zdaleka mrtvá…

## Zpracování
Fade to Black je průkopníkem her hraných z pohledu třetí osoby. V normálním módu hráč ovládal pohyb postavy, kamera převážně sledovala Conradova záda. V bojovém módu se kamera ke Conradovi přiblížila a hráč ovládal střelbu. Chování kamery nebylo ve všech situacích vhodné, za což byla hra kritizována. Děj hry se odehrával v interiérech.
Z grafického hlediska je hra rozporuplná. Na jedné straně je po čistě technické stránce zastaralá, na druhé straně jsou úrovně navrženy na vysoké úrovni. Grafika úrovní je sice spartánská, ale zato je plná detailů.

Hra podporovala mnoho rozlišení, mezi nimi i SVGA rozlišení. Bylo možné si vybrat mezi plochým a Gouraudovým stínováním modelů.
Hře bylo vytýkáno ovládání. Ačkoli množství pohybů bylo výrazně menší, než u Flashbacku, ovládání stále nebylo zcela intuitivní. Navíc postava reagovala na pokyny se zpožděním, což představovalo v časovaných úsecích a v některých bojích zdroj frustrace. Pohybové možnosti hlavního hrdiny byly celkem chudé. Úrovně byly ploché, odpadlo tedy skákání a lezení na plošiny stejně jako kotouly.
Adventurní stránka Fade to Black je zhruba stejně silná jako ve Flashbacku. Hlavní důraz je kladený na akci, adventurní prvky tvoří nezbytný doplněk a posouvají dopředu příběh. Ten je docela propracovaný a srozumitelný, vyprávěný je jednak prostřednictvím zpráv, které dostáváte prostřednictvím komunikátoru a jednak (a hlavně) prostřednictvím velkorysých renderovaných videosekvencí.
Hudba je zpracována dobře. Soundtrack je sice v MIDI formátu, což znevýhodňuje majitele slabších zvukových karet, ale skladeb je ve hře mnoho, hudba se mění podle konkrétní situace.